# Gianni Usvardi
Gianni Usvardi (Mantova, 6 maggio 1930 – Solferino, 21 maggio 2008) è stato un giornalista e politico italiano, deputato al Parlamento italiano e sindaco di Mantova dal 1973 al 1985.

## Biografia
Gianni Usvardi fu giornalista professionista del quotidiano Gazzetta di Mantova dal 1947 al 1953.
Con le elezioni politiche del 28 aprile 1963 fu eletto deputato per il PSI nella circoscrizione di Mantova. Fu rieletto il 19 maggio 1968. Nel corso delle due legislature (IV, V) fu vice presidente della Commissione Igiene e sanità pubblica e appose la sua sottoscrizione a 97 progetti di legge. Alla attività parlamentare, nel corso della V legislatura, si affiancarono incarichi governativi; fu infatti sottosegretario di Stato alla Sanità nel 1968/69 (governo Rumor I), e sottosegretario di Stato al Turismo e Spettacolo nel 1970/72 (governo Rumor III, governo Colombo).

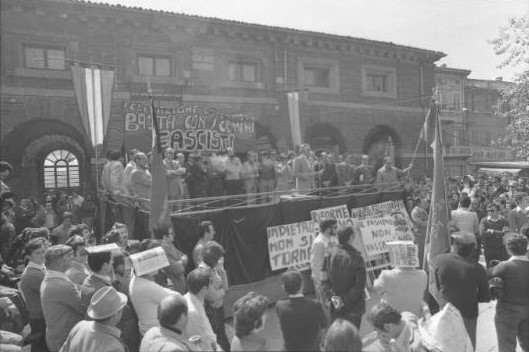
Gianni Usvardi, parla dal palco di una manifestazione sindacale e antifascista nel 1974

Usvardi, terminata l'esperienza parlamentare, fu eletto sindaco di Mantova nel 1973 alla guida di una maggioranza di centro-sinistra, mentre dal dicembre del 1974 fino al 1985 fu sempre eletto da una maggioranza di sinistra comprendente il PCI. Contestualmente ebbe incarichi nazionali nel PSI: membro del Comitato centrale dal 1968 al 1978 e dell'Assemblea nazionale nel 1984.

Intenso fu il suo impegno nella promozione sportiva e culturale divenendo presidente nazionale dal 1978 al 1991 e presidente onorario dal 1998 al 2006 dell'AICS (Associazione Italiana Cultura Sport) e fondatore nel 1970 e presidente fino al 1986 dell'Ente Manifestazioni Mantovane.